# Juni 2000
Portal Geschichte | Portal Biografien | Aktuelle Ereignisse | Jahreskalender | Tagesartikel

◄ |
19. Jahrhundert |
20. Jahrhundert
| 21. Jahrhundert

◄ |
1970er |
1980er |
1990er |
2000er
| 2010er | 2020er | 2030er | ►

◄ |
1996 |
1997 |
1998 |
1999 |
2000
| 2001 | 2002 | 2003 | 2004 | ►

◄ |
März 2000 |
April 2000 |
Mai 2000 |
Juni 2000 |
Juli 2000 |
August 2000 |
September 2000 |
►
Dieser Artikel behandelt tagesbezogene Nachrichten und Ereignisse im Juni 2000.

## Tagesgeschehen

### Donnerstag, 1. Juni 2000

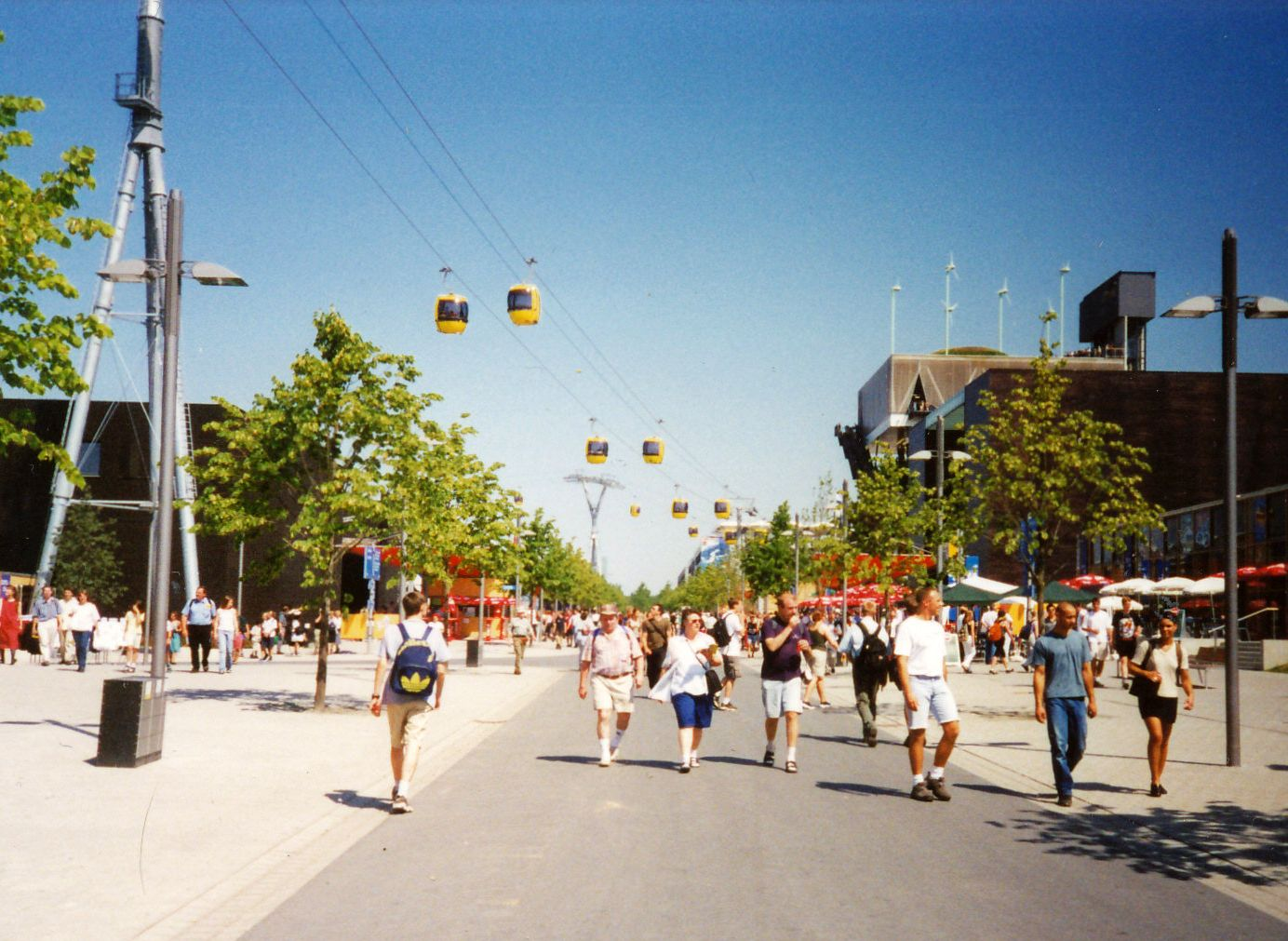
Expo-Gelände

- Hannover/Deutschland: Bundespräsident Johannes Rau und Bundeskanzler Gerhard Schröder eröffnen die Weltausstellung Expo 2000, welche bis zum 31. Oktober dauern soll.[1]
- Tel Aviv/Israel: Das Assoziationsabkommen zwischen Israel und der Europäischen Union tritt in Kraft.

### Freitag, 2. Juni 2000
- Aachen/Deutschland: Der Karlspreis wird an den Präsidenten der Vereinigten Staaten Bill Clinton übergeben. Der Preis gilt einerseits Clintons politischem Schaffen, andererseits danken die Verleiher mit dieser Würdigung stellvertretend für alle Europäer dem amerikanischen Volk „für den Aufbau der Demokratie und des Wohlstandes nach 1945“ auf ihrem Kontinent.[2]
- Mexiko-Stadt/Mexiko: Der Präsident der Organisation World Boxing Council (WBC) José Sulaimán bekräftigt, dass allein Roy Jones junior amtierender WBC-Weltmeister im Halbschwergewicht ist, auch wenn der Verband zwischen März und Juni 1998 den Deutschen Graciano Rocchigiani als Nummer 1 ausgab. Dabei habe es sich um einen „typographischen Fehler“ in den gedruckten Ranglisten gehandelt.[3]

### Sonntag, 4. Juni 2000
- Mailand/Italien: Der Gesamtsieg bei der 83. Ausgabe des Rad-Etappenrennens Giro d’Italia geht an den Italiener Stefano Garzelli. Es ist sein erster Gesamtsieg bei dieser Rundfahrt und der 58. eines Italieners.[4]
- New York/Vereinigte Staaten: Bei der 54. Verleihung des Tony Awards werden Jennifer Ehle und Stephen Dillane jeweils für die beste Leistung in einer Hauptrolle in einem Theaterstück ausgezeichnet.[5]
- Jakarta/Indonesien: Ein Erdbeben mit einer Magnitude von 7,9 MW erschüttert die Provinz Bengkulu auf Sumatra. Durch die Folgen des Erdbebens sterben 103 Menschen.[6]

### Montag, 5. Juni 2000
- Moskau/Russland: Im Rahmen seiner Russlandreise hält der amerikanische Präsident Bill Clinton eine Rede vor der Duma.[7]
- Honiara/Salomonen: Der Premierminister der Salomonen, Bartholomew Ulufa'alu, wird von der Malaita Eagle Force gefangen genommen.[8]

### Dienstag, 6. Juni 2000
- Çerkeş/Türkei: Ein Erdbeben mit einer Magnitude von 6,0 erschüttert die Provinz Çankırı.[9]

### Mittwoch, 7. Juni 2000
Colombo/Sri Lanka: Bei einem Selbstmordanschlag der Liberation Tigers of Tamil Eelam auf eine Veranstaltung der People’s Alliance kommen 21 Menschen ums Leben. Unter den Opfern ist auch der Industrieminister von Sri Lanka Clement Victor Gunaratne mit seiner Frau.

### Samstag, 10. Juni 2000

Logo der Fußball-EM

- Brüssel/Belgien: Das Eröffnungsspiel der 11. Fußball-Europameisterschaft der Männer endet mit einem 2:1-Sieg der belgischen Fußballnationalmannschaft gegen Schweden. Die EM-Endrunde in den Niederlanden und Belgien ist die erste, die von zwei statt nur einem Landesverband ausgerichtet wird.[11]
- Dallas/Vereinigte Staaten: Der Stanley Cup der nordamerikanischen Eishockey-Profiliga NHL geht in diesem Jahr an die New Jersey Devils, die das sechste und entscheidende Spiel der Finalserie gegen die Dallas Stars mit 2:1 für sich entscheiden.[12]

### Sonntag, 11. Juni 2000
- Dessau/Deutschland: Im Stadtpark Dessau wird Alberto Adriano von drei Neonazis so stark zusammengeschlagen, sodass er drei Tage später verstirbt.

### Montag, 12. Juni 2000
- Dschidda/Saudi-Arabien: Jemen erkennt im Vertrag von Dschidda den Grenzverlauf zu Saudi-Arabien an.

### Dienstag, 13. Juni 2000
- Honiara/Salomonen: Staatsstreich
- Tel Aviv-Jaffa/Israel: Der Staatspräsident Israels, Ezer Weizmann, tritt zurück.
- Pjöngjang/Nordkorea: Das erste innerkoreanische Gipfeltreffen zwischen Südkorea und Nordkorea seit dem Koreakrieg beginnt.[13]
- Nordsee/Norwegen: Die Bohrinsel Bideford Dolphin wird durch einen schweren Sturm von ihrem Ankerplatz im Snorre-Ölfeld abgerissen und treibt frei. Die Besatzung kann durch Hubschrauber gerettet werden, die Plattform wird später wieder in ihre ursprüngliche Position verankert.[14]
- Rom/Italien: Der Papst Attentäter Ali Ağca wird von italienischen Präsidenten Carlo Azeglio Ciampi begnadigt.

### Mittwoch, 14. Juni 2000
- Dortmund/Deutschland: Bei den Polizistenmorden von Dortmund und Waltrop tötet der Neonazi Michael Berger drei Polizeibeamte und begeht anschließend Suizid.[15]
- Genf/Schweiz: Die Welthandelsorganisation (WTO) nimmt den Staat Georgien als Mitglied auf.
- Leipzig/Deutschland: Mit der LPX (Leipzig Power Exchange) nimmt die erste deutsche Strombörse den Handel auf.[16]

### Donnerstag, 15. Juni 2000
- Raumstation Mir: Mit Abkopplung von Sojus TM-30 verlässt die letzte bemannte Mission die russische Raumstation.

### Freitag, 16. Juni 2000
- Berlin/Deutschland: Der Deutsche Filmpreis in Gold wird an den Film Die Unberührbare von Regisseur und Drehbuchautor Oskar Roehler verliehen.[17][18]

### Samstag, 17. Juni 2000
- Damaskus/Syrien: Baschar al-Assad wird als neuer syrischer Präsident vereidigt.

### Sonntag, 18. Juni 2000
- Algier/Algerien: Der Eritrea-Äthiopien-Krieg endet mit der Unterzeichnung des Waffenstillstandsabkommens durch die Außenminister beider Staaten.

### Montag, 19. Juni 2000
- Amman/Jordanien: Ali Abu al-Ragheb löst Abdelraouf al-Rawabdeh als Ministerpräsident von Jordanien ab.[19]
- Dover/Vereinigtes Königreich: In einem Lastwagen werden im Hafen von Dover die Leichen von 58 Chinesen entdeckt, diese sollten von Zeebrugge nach Großbritannien geschleust werden. Zwei Insassen können lebend gerettet werden.[20][21]
- Halmahera/Indonesien: Bei einem Überfall radikaler Moslems auf ein christliches Dorf auf der Molukkeninsel Halmahera werden 160 Menschen getötet.[22]

### Dienstag, 20. Juni 2000

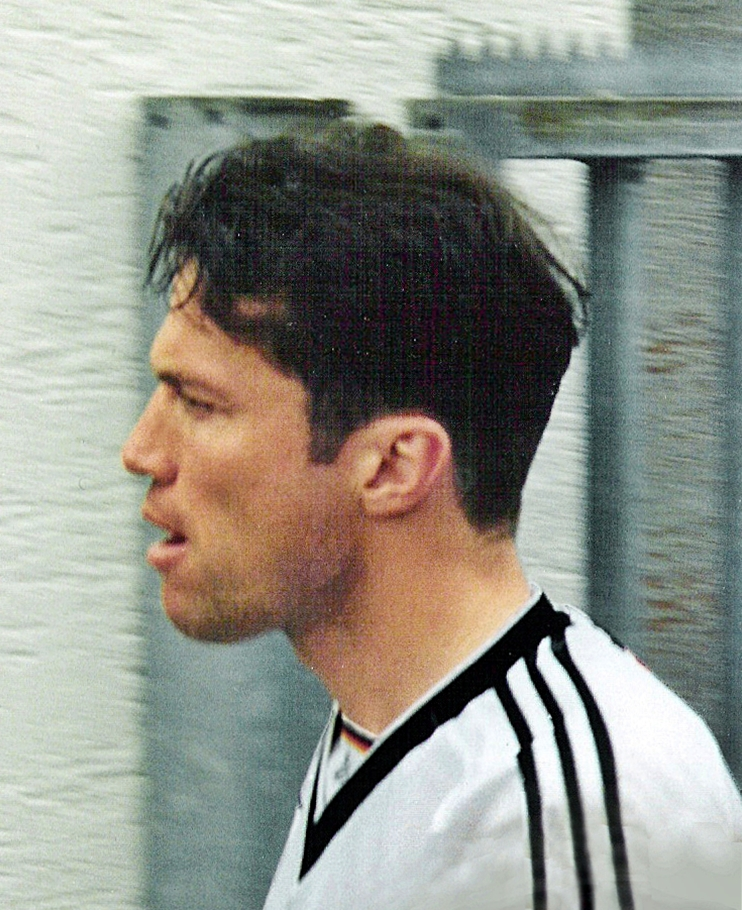
Lothar Matthäus

- Rotterdam/Niederlande: Der Fußballspieler Lothar Matthäus bestreitet 20 Jahre und sechs Tage nach seinem ersten Länderspiel für den DFB sein 150. und letztes Länderspiel. Durch das 0:3 gegen Portugal scheidet die deutsche Mannschaft gleichzeitig aus dem EM-Turnier aus.[23]

### Mittwoch, 21. Juni 2000
- Genf/Schweiz: Die Internationale Organisation für Normung ISO gibt ihren ersten Rundbrief heraus.

### Donnerstag, 22. Juni 2000
- Baden/Schweiz: Oscar Camenzind gewinnt zum ersten Mal, und als 15. Schweizer, die Rad-Rundfahrt Tour de Suisse.[24]

### Freitag, 23. Juni 2000
- Cotonou/Äthiopien: Mit der Unterzeichnung des Cotonou-Abkommens regelt die Europäische Union ihre partnerschaftlichen Beziehungen zu weltweit 79 Staaten, die Mitglieder der AKP-Gruppe sind. Die Mehrheit dieser Länder liegt in Afrika.[25][26]
- Childers/Australien: Bei der Brandkatastrophe im Childers Palace Backpackers Hostel sterben 15 Menschen.[27]
- Seattle/Vereinigte Staaten: Das Museum of Pop Culture wird eröffnet.[28]

### Sonntag, 25. Juni 2000
- Harare/Simbabwe: Parlamentswahlen in Simbabwe.
- Tokio/Japan: 42. Wahl zum Shūgiin, dem japanischen Unterhaus.
- Bosnien und Herzegowina: Der gesuchte Kriegsverbrecher Duško Sikirica, Lagerleiter des Gefangenenlager Keraterm, kann von der SFOR festgenommen und zum Internationalen Strafgerichtshof für das ehemalige Jugoslawien in Den Haag überstellt werden.[29]

### Montag, 26. Juni 2000
- London/Vereinigtes Königreich: Bangladesch wird Full Member des International Cricket Council (ICC).
- Hamburg/Deutschland: Auf einer Spielwiese wird der sechsjährige Volkan Kaya von zwei Kampfhunden angegriffen und tödlich verletzt. Durch den Fall resultieren später das Hundeverbringungs- und -einfuhrbeschränkungsgesetz sowie die Verschärfung bestehender Hundegesetze auf Landesebene.
- Vatikanstadt: Das dritte Geheimnis von Fátima wird von Joseph Kardinal Ratzinger und Erzbischof Tarcisio Bertone bekannt gemacht.
- Bonn/Deutschland: Richtfest für das Funkhaus im Bonner Schürmann-Bau.[30]
- Internationale Raumstation: Das Modul Swesda wird an die Internationale Raumstation angekoppelt.

### Dienstag, 27. Juni 2000
- Dortmund/Deutschland: Die Aktionäre der Vereinigte Elektrizitätswerke Westfalen (VEW) stimmen mit großer Mehrheit der Fusion mit dem Konkurrenten RWE zu.[31]

### Donnerstag, 29. Juni 2000
- Sulawesi/Indonesien: Die Fähre Cahaya Bahari kentert 70 Kilometer vor der Küste der indonesischen Insel Sulawesi. Von den offiziell an Bord befindlichen 492 Menschen können nur zehn gerettet werden.[32]

### Freitag, 30. Juni 2000

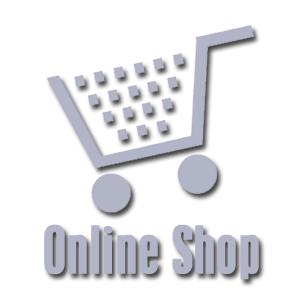
Das Fernabsatzgesetz betrifft u. a. Bestellungen im World Wide Web

- Berlin/Deutschland: In der Bundesrepublik tritt das Fernabsatzgesetz in Kraft. Es beinhaltet u. a. das Recht eines Verbrauchers, eine außerhalb von Geschäftsräumen abgegebene Willenserklärung zum Kauf einer Sache innerhalb von 14 Tagen zu widerrufen.[33]
- Ahlen/Deutschland: Das Steinkohlenbergwerk Zeche Westfalen wird stillgelegt.[34]
- Roskilde/Dänemark: Auf dem Roskilde-Festival sterben im Gedränge vor der Bühne während des Auftritts der Band Pearl Jam neun Menschen.

## Weblinks

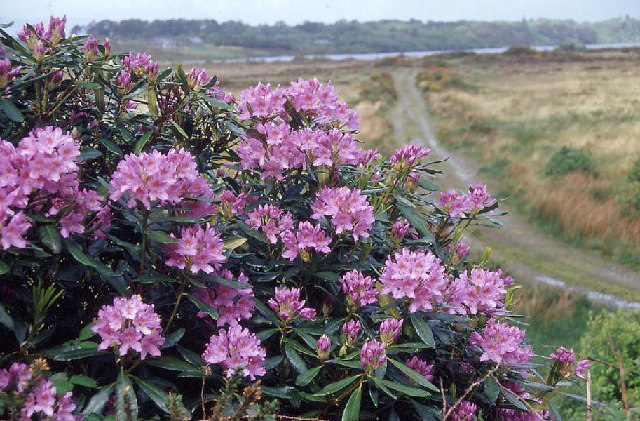
Irland im Juni 2000
(Rhododendron ponticum)